# Онербаев, Нурлан Алтаевич
Нурлан Алтаевич Онербаев (каз. Нұрлан Әлтайұлы Өнербай; род. 4 ноября 1961, Толебийский район, Южно-Казахстанская область, Казахская ССР) — казахстанский государственный и общественный деятель, актёр, эстрадный певец. Заслуженный артист Республики Казахстан (1995). Заслуженный деятель Казахстана (2008).

## Биография
Родился 4 ноября 1961 года в селе Коксаек Толебийского района Южно-Казахстанской области. Происходит из рода жаныс племени дулат.
В 1978 году окончил среднюю школу имени 8 марта.
В 1980 году окончил театральную студию при Казахском государственном драматическом театре по специальности актёр кино и театра.
В 2000 году окончил юридический факультет Казахского национального педагогического университета им. Абая по специальности юрист—правовед.
Владеет казахским и русским языками.

## Трудовая деятельность
С 1980 по 1991 годы — Актёр Казахский государственный академический театр драмы имени М. О. Ауэзова.
С 1990 по 1998 годы — Директор «Казахского радио».
С 1996 по 1998 годы — Солист-вокалист эстрадно-симфонического оркестра РК «ТРК», переводчик, заместитель руководителя группы дубляжа Агентства «Хабар».
С 1998 по 2002 годы — Ведущий солист, художественный руководитель творческой группы Президентского оркестра Республики Казахстан.
С 2001 по 2006 годы — Художественный руководитель, директор Казахского радио — заместитель председателя правления АО "Республиканская корпорация «Телевидение и радио Казахстана».
С 2007 по 2008 годы — Директор Департамента культуры города Алматы.
С 2008 по 2011 годы — Депутат Мажилиса Парламента Республики Казахстан ІV созыва по списку НДП «Нур Отан», член Комитета по социально-культурному развитию.
С 2011 года занимается творческой деятельностью, работает над расширением репертуара.

## Творчество

### Роли в театре
Казахский театр драмы имени М. О. Ауэзова
- Жанак — «Материнское поле», Ч. Айтматова.
- Рай — «Кровь и пот», А. Нурпеисова.
- Галымжан — «Башмагым», Дж. Файзи.
- Джек и Чарли — «Здравствуйте, я ваша тётя», Б. Томаса.
- Кали — «Амангельды», Г. Мусрепова и др.

### Песенный репертуар
Народные песни в его исполнении отличаются особой задушевностью, мягкостью и проникновенностью. Песни о матери, родной земле полюбились слушателям.
Песенный репертуар: «Сағыныш», «Ауылым», «Әке арманы», «Анашым», 《Мен қазақ қыздарына қайран қалам》,«Карағым-ай», «Таңғы тілек», «Ақ тілек», «Сұлулық», «Сүйем сені», «Ауыл түні», «Айдай», «Жалғандағы жарығымсын Ана», «Көзін қайда», «Сәулем-ай», «Ой көк», «Беу айдай» и многие другие.
В репертуаре замечательного певца около 300 песен. Многие композиторы доверяли первое исполнение своих песен именно Н. Онербаеву, зная, что творческая жизнь их произведений будет успешной долгие годы. Маэстро является первым исполнителем около 70 песен. Несколько песен из его репертуара исполняются молодыми певцами.

## Награды и звания
- 1992 — Лауреат премии Союза Молодёжи Казахстана
- 1995 — Лауреат Государственной молодёжной премии «Дарын» в номинации «эстрада»
- 1995 — Заслуженный артист Республики Казахстан — за заслуги в казахском театральном искусстве и эстраде
- 2008 — Указом Президента Республики Казахстан награждён почётным званием «Заслуженный деятель Казахстана» — за значительный личный вклад в развитие музыкального искусства и многолетнюю плодотворную творческую деятельность[3]
- Награждён личным нагрудным знаком «Алтын барыс» и Благодарственным письмом Первого Президента Республики Казахстан.
- Почётный гражданин Толебийского района Туркестанской области.
- 2020 — Почётный знак «За заслуги в развитии культуры и искусства» (27 ноября 2020 года, Межпарламентская ассамблея СНГ) — за значительный вклад в формирование и развитие общего культурного пространства государств — участников Содружества Независимых Государств, реализацию идей сотрудничества в сфере культуры и искусства[4].
- 2024 (23 октября) — Орден «Барыс» I степени.[5]
- Государственные юбилейные медали
- 1998 — Медаль «Астана»
- 2001 — Медаль «10 лет независимости Республики Казахстан»
- 2008 — Медаль «10 лет Астане»
- 2011 — Медаль «20 лет независимости Республики Казахстан»
- 2016 — Медаль «25 лет независимости Республики Казахстан»

## Семья
- Отец — Онербаев Алтай (1936 г. р.) работал в колхозе водителем и экспедитором, затем в «Казсельхозтехнике», Южно-Казахстанской области.
- Мать — Онербаева Жанат Орынбаевна (1941 г. р.) трудилась в колхозе на сезонных работах, в семье было 10 детей. Обладательница удостоверения Матери-героини за подписью Председателя Верховного Совета СССР Леонида Брежнева и «Алтын алка» Республики Казахстан.
- Женат. Супруга — Онербаева Жанна (1963 г. р.).
- Сыновья — Онербай Максат (1982 г. р.), Нурлан Маргулан (1997 г. р.); дочь — Онербаева Диляра (1984 г. р.).
- Внучки — Онербаева Илагай (2008 г. р.), Онербаева Райан (2010 г. р.).